# (445473) 2010 VZ98
(445473) 2010 VZ98 est un objet transneptunien du disque des objets épars découvert en 2010.
L'étude statistique des orbites des objets de cette région semble montrer l'existence d'une planète inconnue au-delà de Neptune.